# Константиновское городское поселение
Константиновское городское поселение — городское поселение в составе Константиновского района Ростовской области России.
Административный центр — город Константиновск.

## История
Образовано 2 октября 2005 года.

## География
Высшая точка — курган Камышный.

### Водные ресурса
По территории поселения протекают три реки:
- Дон
- Северский Донец
- Кагальник

Также по территории района протекает пересыхающая балка Нагольная.

## Административное устройство
В состав Константиновского городского поселения входит 6 населённых пунктов:
- город Константиновск;
- хутор Ведерников;
- хутор Костино-Горский;
- хутор Михайловский;
- хутор Старозолотовский;
- хутор Хрящевский.

## Население
| 2010    | 2012    | 2013    | 2014    | 2015    | 2016    | 2017    |
| ------- | ------- | ------- | ------- | ------- | ------- | ------- |
| 20 241  | ↘20 113 | ↘20 097 | ↘19 871 | ↘19 755 | ↘19 701 | ↘19 617 |
| 2018    | 2019    | 2020    | 2021    |         |         |         |
| ↘19 430 | ↘19 291 | ↘19 087 | ↗19 301 |         |         |         |

## Достопримечательности
В  1892 году в Константиновске был построен храм Николая Чудотворца. Храм Николая Чудотворца представлял собой здание с узорчатой кирпичной кладкой. Для строительства использовался местный кирпич двух цветов. Полукруглые своды многочисленных окон в виде русских кокошников составили художественный образ пятиглавого храма. Храм построен в русско-византийском стиле и располагался в центре административно-торговой площади станицы. На строительство собора пошло 20 миллионов кирпичей. Кирпичная кладка держалась на известковом растворе; цемент ещё не был известен в станице Константиновской. Внутри храм имел роспись позолотой, богатую церковную утварь. В возведении храма принимали участие инженеры, выпускники Петербургского института гражданских инженеров Антонио Кампиони и Карл Федорович Кюнцель, выпускник Петербургской академии художеств Петр Семенович Студеникин. Проект храма выполнил архитектор А. А. Кампиони. В 1963 году собор был взорван.
- Покровская церковь (1912, архитектор А. Федоров) имеет три престола. Центральный придел - во имя Покрова Пресвятой Богородицы, северный - Святого великомученика и Целителя Пантелеимона, южный - святителя Николая Чудотворца. 24 июня 1912 года главный престол  имя Покрова Пресвятой Богородицы освящен Высокопреосвященным Владимиром (Сеньковским) архиепископом Донским и Новочеркасским.

Построена Покровская церковь в Константиновске в кирпичном стиле. В здании использованы элементы византийской, итальянской архитектуры эпохи Возрождения, древнерусской архитектуры. В её основу положен продольно-осевой план, в соответствии с которым в здании симметрично расположены по оси восток-запад алтарь, трапезная и колокольня. 
Алтарь, вместо обычного полукружия снаружи, исполнен гранёными выступами с основным центральным. К ядру храма примыкает главный алтарь и два придела. Ядро имеет приближенный к квадрату план с четвериком, увенчанным пятиглавием. Прямоугольная  трапезная представляет собой связующее звено храма и колокольни. Колокольня храма двухъярусная. 
Покровская церковь построена из кирпича. Наружная кирпичная кладка стен оставлена не оштукатуренной, что  является важным художественным элементом оформления фасада храма.
Храм имеет полуциркульные окна, их обрамление решено в виде профилированных кирпичных архивольт с декоративными контрналичниками. 
Южный и северный фасады церкви выполнены аналогично. Симметричный первый ярус фасада храма выделен тремя полуциркульными оконными проёмами, ограниченными раскреповками, выполненными в виде филёнок с завершёнными лопатками. Храм завершен в виде маленькой главки на восьмигранном основании, которое укреплено аркатурным поясом.
Первоначально крыша храма была покрыта железом, окрашенным зелёной масляной краской. На храме была одна большая главка, пять средних и три малых, которые завершались позолоченными крестами. Вход на хоры и колокольню был по деревянной лестнице, окрашенной в  светло-зелёный цвет, балясины хоров были окрашены в светло-голубой. Полы церкви выложены плиткой.
- Михайло-Архангельская церковь[12]
- Памятник неизвестному советскому лётчику в Парке десантников.
- Мемориальная площадь (архитектор Золотов Ю.Ф.) с Мемориалом павшим и братским захоронением воинов, павших при освобождении города Константиновска в январе 1943 года. Здесь похоронено 183 человека.
- Храм Преображение Господне (1999).
- Свято-Преображенский храм расположен на ул. Овчарова, д. 4. Освящен 22 июня 1896 года.
- Стадион.
- Памятник В.И. Ленину установлен на центральной площади имени Ленина, открыт 5 ноября 1983 года. Высота фигуры 3 метра, выполнена в металле. Автор - скульптор Станислав Васильевич Муха.
- Памятный знак в честь казаков-героев 1812 года.
- Бюст М. И. Платову.
- Памятный знак погибшим казакам в годы Гражданской войны.
- Обелиск Д. Д. Топилину и Д.П. Комарову. Обелиск установлен на пересечении улиц Комарова и Топилина. Открыт 29 октября 1980 года. Барельефы выполнены Ростовским художественным фондом. Обелиск представляет собой прямоугольную стелу высотой 7 метров 30 сантиметров, шириной 3м 50 см. С одной стороны прикреплен барельеф Комарова, с другой - барельеф Топилина.
- Памятный знак «Георгиевский крест».
- Обелиск в честь 50-летия Советской власти. Обелиск установлен на пересечении улиц Комсомольской и Коммунистической. Открыт  в ноябре 1967 года. Автор проекта скульптор Григор Владимир Иванович (1913-1996).
- Обелиск в память о погибших шахтёрах-красногвардейцах.
- Поклонный крест разрушенному Николаевскому храму.
- Мемориальный комплекс героям Гражданской войны.
- Памятный знак воинам, погибшим в 1942 году на переправе через реку Дон.
- Памятник мирным жителям, расстрелянным во время оккупации.
- Мемориал воинам, погибшим в годы Великой Отечественной войны в январе 1943 года.
- Могила неизвестного солдата.
- Обелиск выпускникам школы, погибшим в годы Великой Отечественной войны.
- Бюст герою Советского Союза Союза С. Здоровцеву.
- Памятник десантникам.
- Памятник чернобыльцам.

### Особняк Сивякова
В 1906 году купец Н. И. Сивяков, один из самых богатых людей станицы, на берегу реки Дон в Константиновске возвёл особняк в стиле «модерн» с элементами «псевдо-готики». Парадный вход с улицы вёл на второй этаж, где находилась гостиная, рабочие кабинеты, бильярдная и балкон. На третьем этаже были две большие спальни и ванная комната. С чёрного входа можно было попасть на первый этаж, где находились подсобные помещения, кухня, и жила прислуга купца. Сивякову принадлежал и привезённый из Парижа первый автомобиль, появившийся на станичных улицах в 1914 году. Особняк купца Сивякова является памятником архитектуры (Пр-з ГУ Обл. инспекц. от 31.12.2002 г. № 124).

### Торговый дом Плотникова
Многие архитектурные памятники Константиновска построены в стиле эклектика. Данная архитектурная практика позволяла сочетать конструктивные и декоративные формы различных стилей — барокко, рококо, итальянского Ренессанса и др. В этом стиле построено здание на пересечении улиц 25 Октября и Ленина, торговый дом, принадлежавший в начале XX века купцу Плотникову. Здание внушительно выглядит снаружи, оно удивляло размерами и вместительностью складов, расположенных в подвальном помещении. Торговали здесь мануфактурой (ткани, текстильные изделия) и иконами.
Здание является памятником архитектуры (Пр-з ГУ Обл. инспекц. от 31.12.2002 г. № 124)

### Дом купца Панченко
На пересечении улиц 25 Октября и Карташова г. Константиновска находится дом купца Панченко, возведённый в 1910 году. На первом этаже дома размещалась аптека Валентиновича, где помимо лекарств можно было получить медицинскую помощь. На втором этаже находилось женское реальное училище. Здание является памятником архитектуры (Пр-з ГУ Обл. инспекц. от 31.12.2002 г. № 124)

### Дом Тренёва
В станицу Константиновская приезжал в творческие командировки и на отдых журналист Тренёв. Супруга писателя Лариса Ивановна Сокольская жила в станице. В Константиновской в доме настоятеля Николаевского храма Иоанна Сокольского семья Тренёва проживала с 1914 по 1916 год. В эти годы Константином Андреевичем были написаны рассказы: «В станице», «По тихой воде», «В родном углу», «Святки», «Вечная любовь» и другие.
Дом настоятеля Николаевского храма Иоанна Сокольского, возведённый в 1885 году, является памятником истории (Пр-з ГУ Обл. инспекц. от 31.12.2002 г. № 124).
К 100-летию писателя Тренёва на доме установлена мемориальная доска.

## Археология
Нижнепалеолитические местонахождения Хрящи и Михайловское, расположенные в устье Северского Донца на Нижнем Дону, близки к клектонским индустриям Англии и Германии.
На более южной территории нижнедонских степей одновременно с репинской культурой  формируется гибридная константиновская культура, которая с самого начала, благодаря значительному майкопскому компоненту в своем составе, носит смешанный
энеолитическо-раннебронзовый характер. Основным эпонимным памятником этой
культуры является поселение у Константиновска на Нижнем Дону (раскопки В. Я.
Кияшко). Субстратной основой этой культуры были раннеэнеолитические степные
племена, близкие среднестоговской культурной традиции. Об этом свидетельствует
характерная высокошейная керамика с пышными оттисками тонкого шнура.